# Mielichhoferia bogotensis
Mielichhoferia bogotensis là một loài rêu trong họ Bryaceae. Loài này được Hampe mô tả khoa học đầu tiên năm 1865.